# Cuisine alsacienne
Pour les articles homonymes, voir Cuisine et Alsace (homonymie).
La cuisine alsacienne est une cuisine traditionnelle régionale française, à influence germanique d'Europe centrale, qui allie de nombreux produits du terroir d'Alsace.

## Histoire
La cuisine alsacienne est une riche cuisine ancestrale régionale viticole de terroir, traditionnelle, rustique et gourmande, historiquement influencée par les cuisines française, allemande, et lorraine voisines (et réciproquement),,.

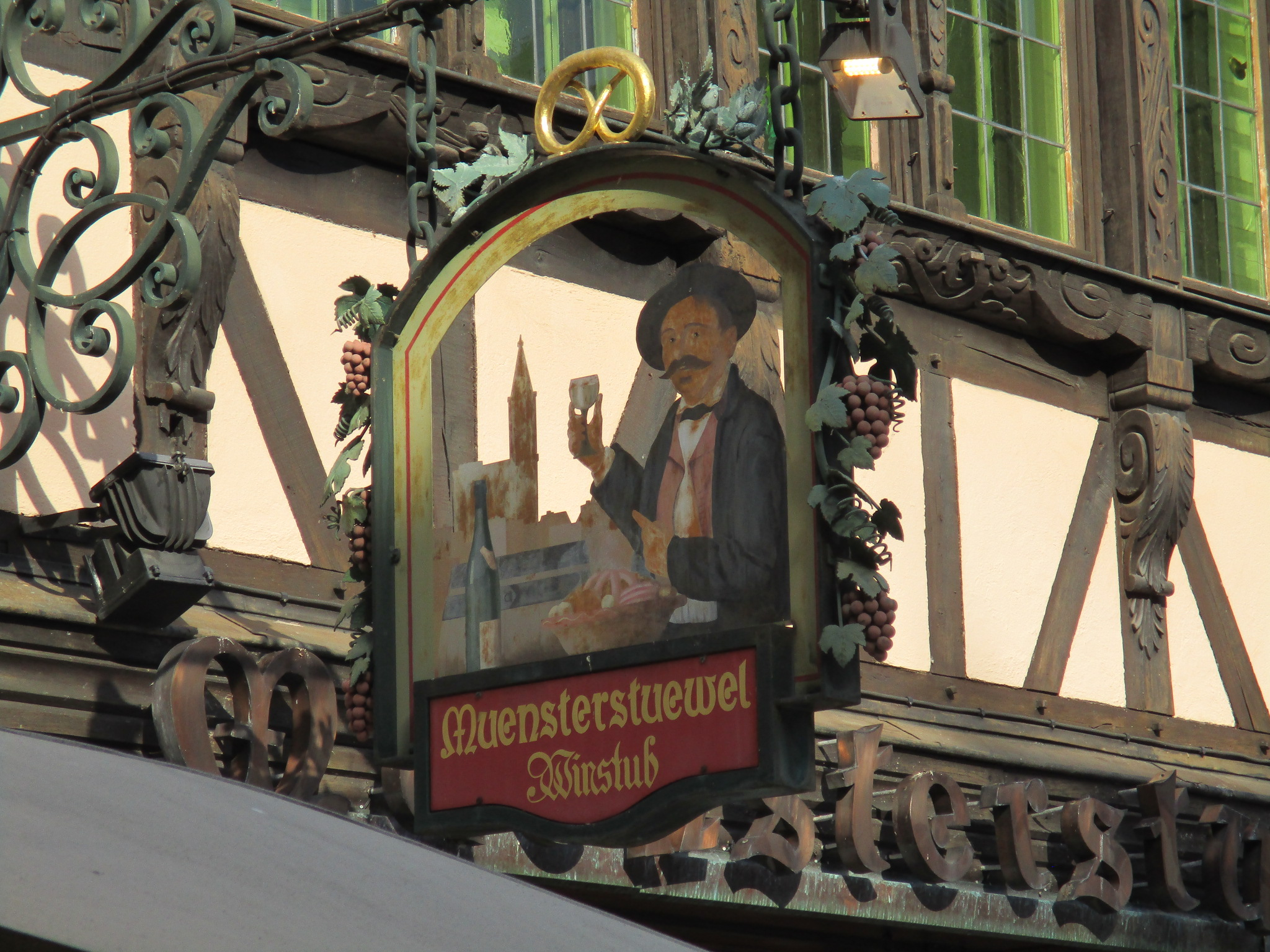
Enseigne traditionnelle d'un restaurant-winstub alsacien.

Elle se compose d'une riche diversité de spécialités culinaires emblématiques, avec en particulier ses bretzel,  salade alsacienne, tarte flambée, foie gras, bouchée à la reine, tourte, tarte à l'oignon, terrine de pâté de campagne, choucroute garnie, baeckeoffe, coq au riesling, escargots à l'alsacienne, rösti, spätzle, knack, bibeleskæs, munster, apfelstrudel, tarte aux pommes, tarte au fromage blanc, kouglof, mannele, pain d'épices aux fruits confits, biscuit de Noël,,,,...
Ce haut lieu du vin et de la cuisine du vignoble français, et des maîtres brasseurs, bénéficie également d'une riche diversité de bières d'Alsace, et des nombreux vins d'Alsace réputés de la route des vins de son prestigieux vignoble alsacien, tels que crémant, pinot, riesling, gewurztraminer, muscat, sylvaner, chasselas, klevener de Heiligenstein, alsace grand cru, vendanges tardives...
La cuisine familiale de ce haut lieu de tourisme international, réputé entre autres pour ses marchés de Noël, se déguste autant en famille que dans de nombreux restaurants et auberges « bierstub ou winstub » historiques et traditionnelles alsaciennes. Un proverbe culinaire ancestral et humoristique alsacien cite « En Allemagne, c'est beaucoup, mais ce n'est pas bon. En France, c'est bon, mais ce n'est pas beaucoup. En Alsace, c'est bon et c'est beaucoup ».

## Produits alimentaires alsaciens
Fruits
- Mirabelle

- Pomme Natti

- Pomme Christkindler

- Quetsche d'Alsace

Légumes
- Asperges d'Alsace

- Chou Quintal (Choucroute d'Alsace IGP)

- Navet blanc d'Alsace (Stupfel rüewe), Navet à collet violet

- Oignon blanc de mai

- Radis de Pâques (Ostergruss)

- Raifort

- Pissenlits

Céréales
- Blé dur

- Moutarde

Plantes cultivées/aromatiques
- Chanvre

- Houblon

- Livèche

- Carvi

Poissons d'eau douce péchés/élevés en Alsace
- Anguille

- Brochet

- Carpe

- Perche

- Sandre

- Tanche

- Truite

Viandes
- Volailles d’Alsace IGP (1996) - Volailles fermières / label rouge

- Foie-gras d'Alsace (oie et canard)

Autres
- Cuisses de grenouilles

- Escargots

## Spécialités emblématiques de la cuisine alsacienne

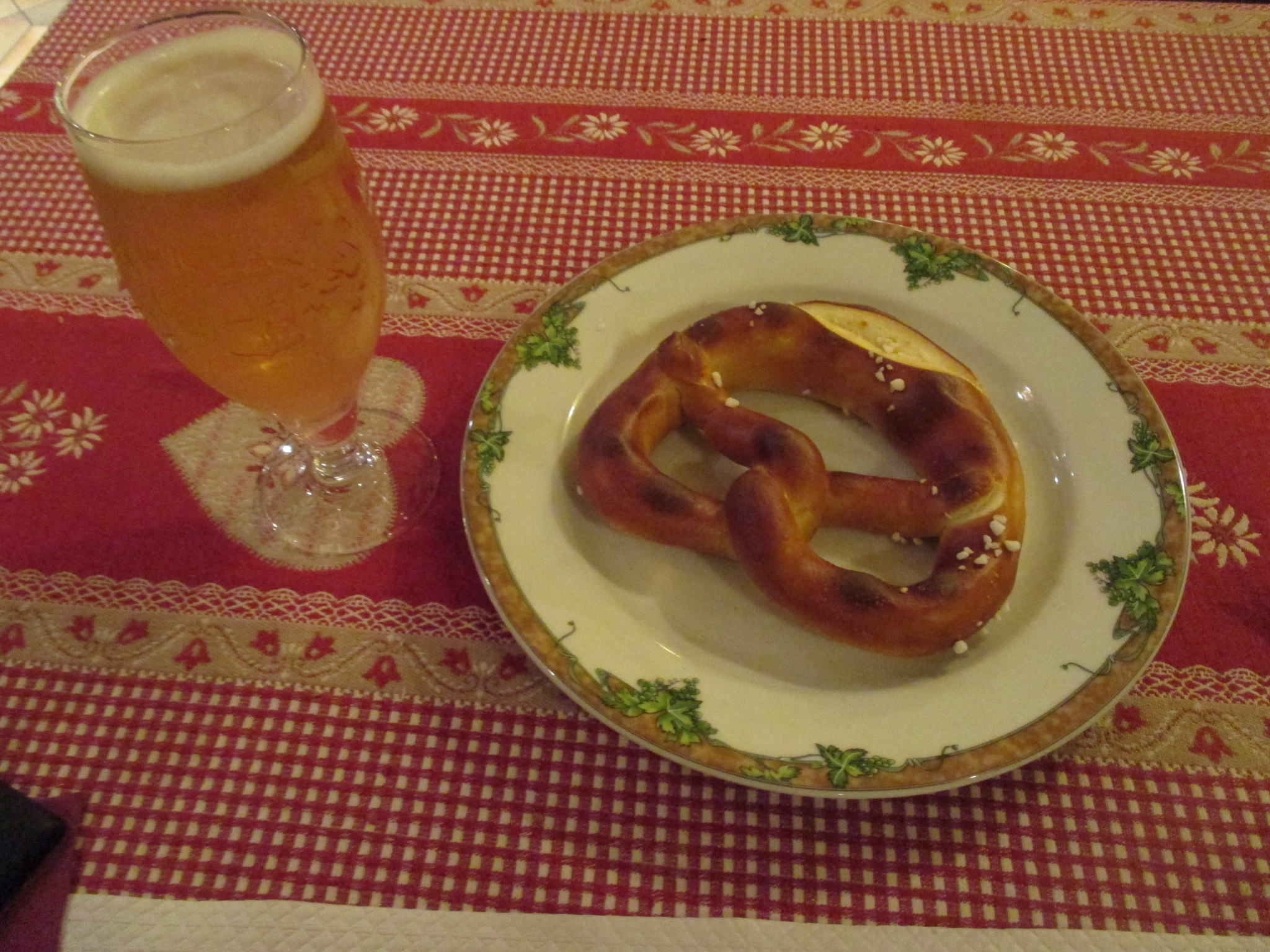
Bretzel et bière d'Alsace d'apéritif.

- Bretzel
- Salade alsacienne
- Tarte flambée (flammekueche)
- Foie gras alsacien
- Choucroute d'Alsace
- Baeckeoffe (potée alsacienne)
- Coq au riesling
- Fondue vigneronne
- Spätzle
- Mannele
- Beerawecka
- Bredeles
- Kougelhopf
- Biscuit de Noël

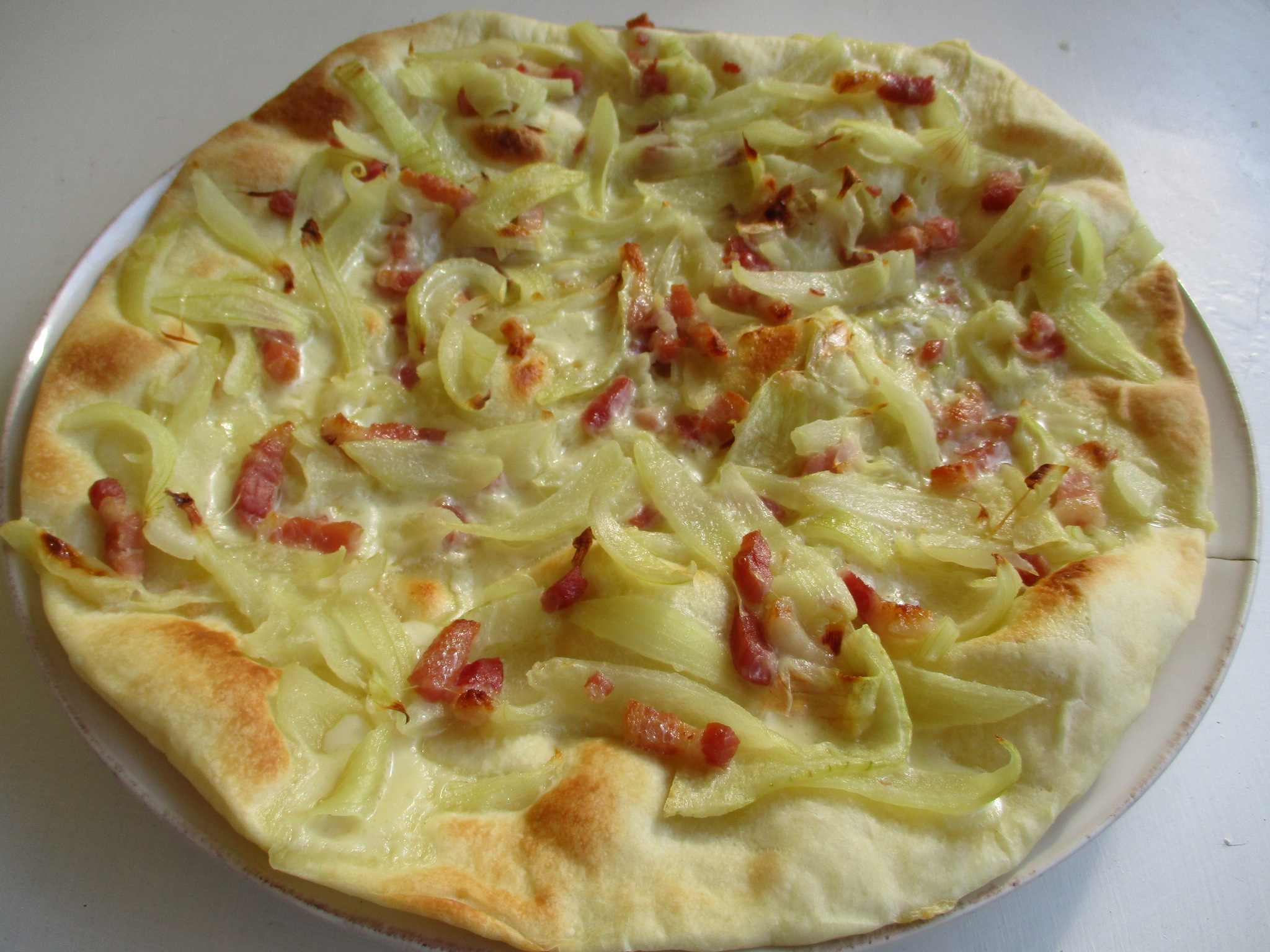
Tarte flambée flammekueche
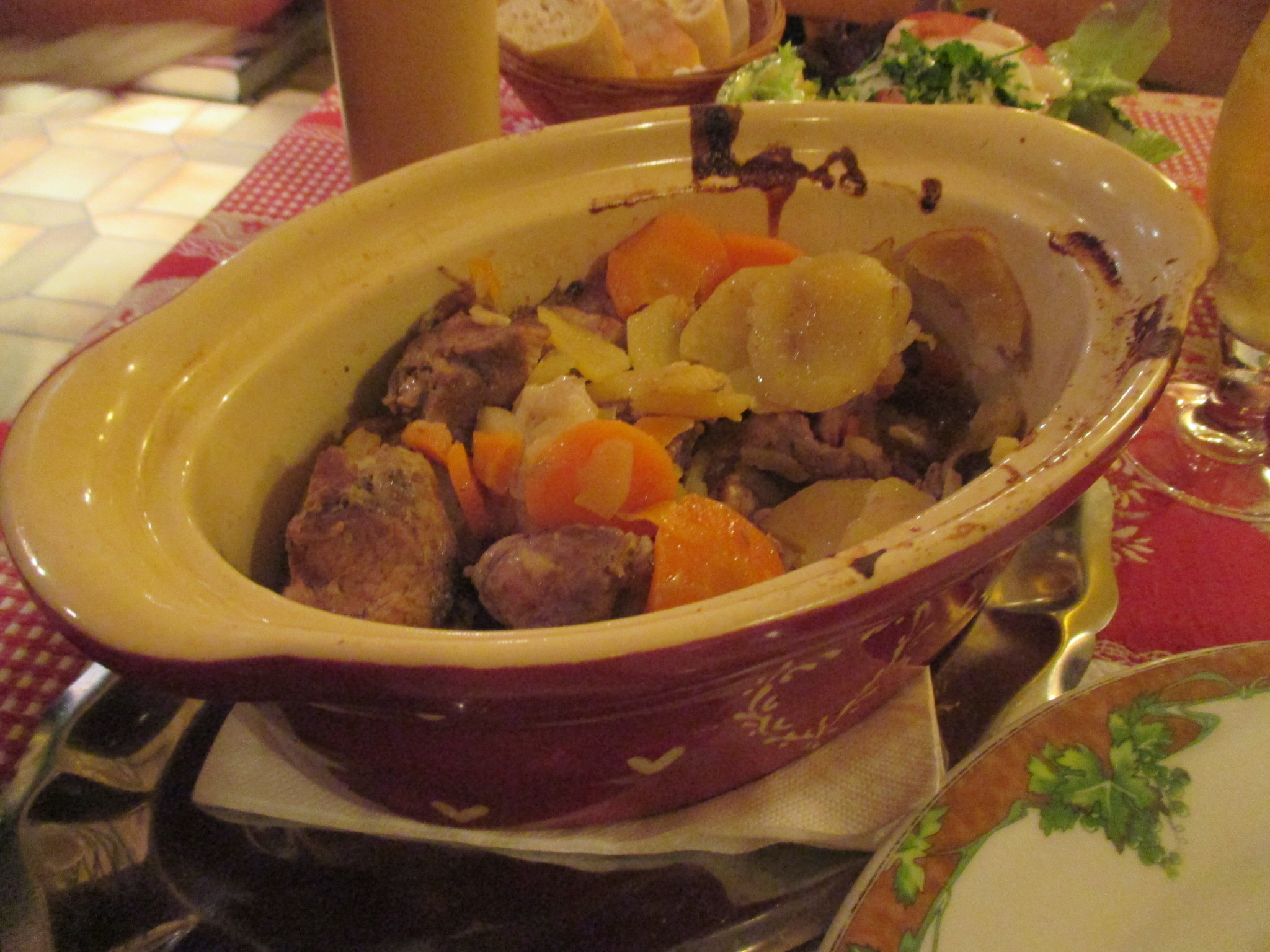
Baeckeoffe
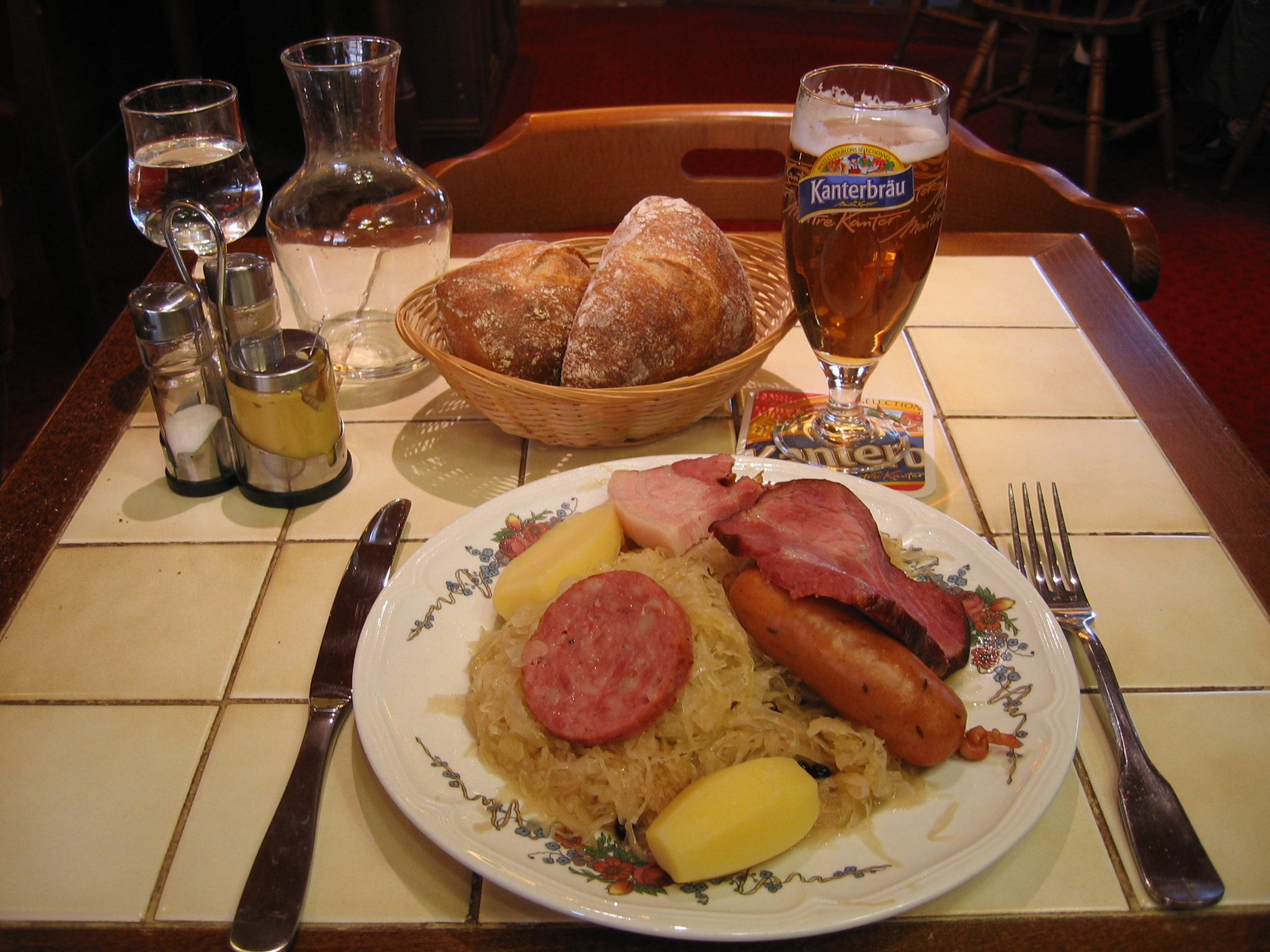
Choucroute d'Alsace garnie
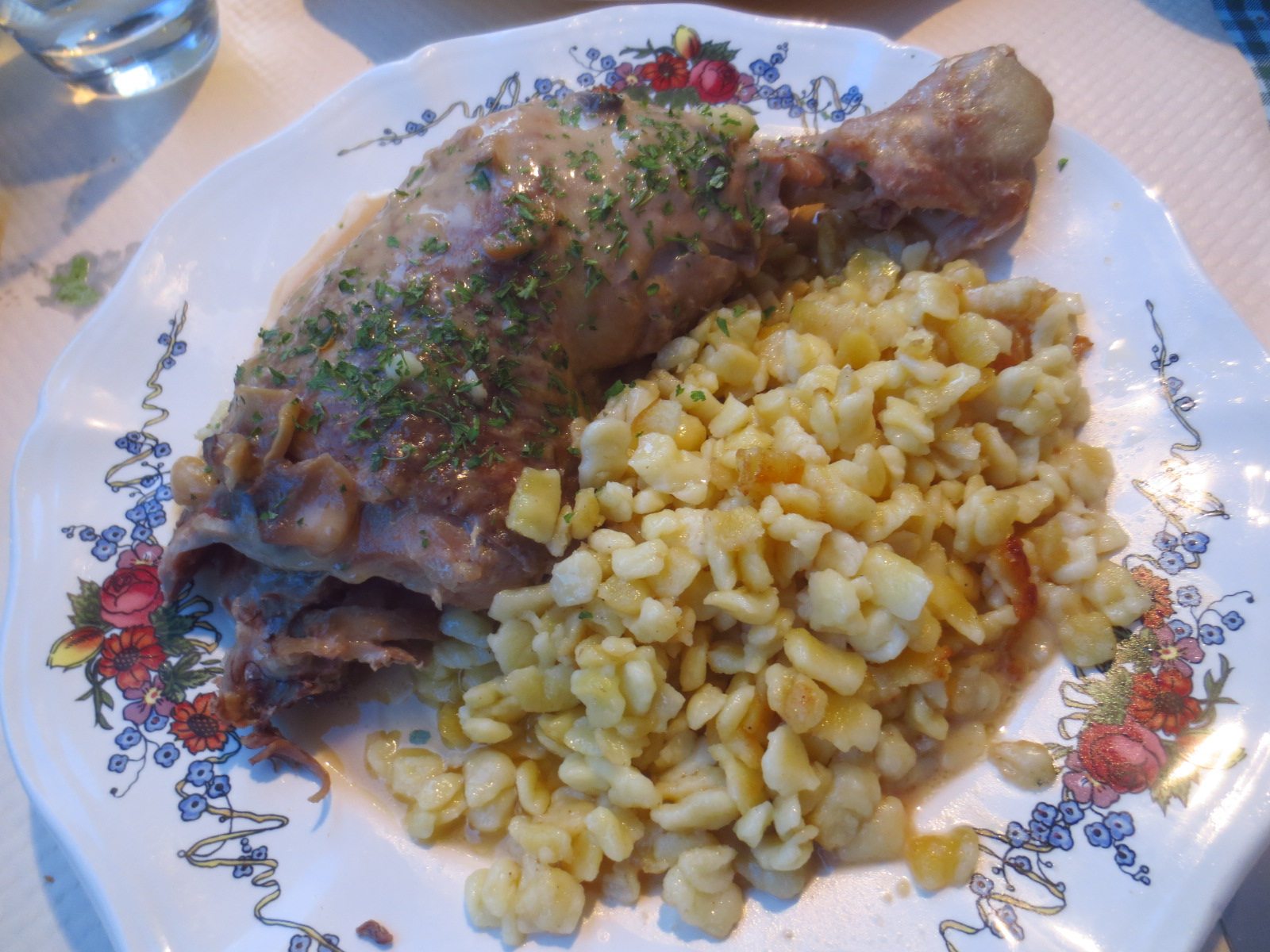
Coq au riesling et spätzles.
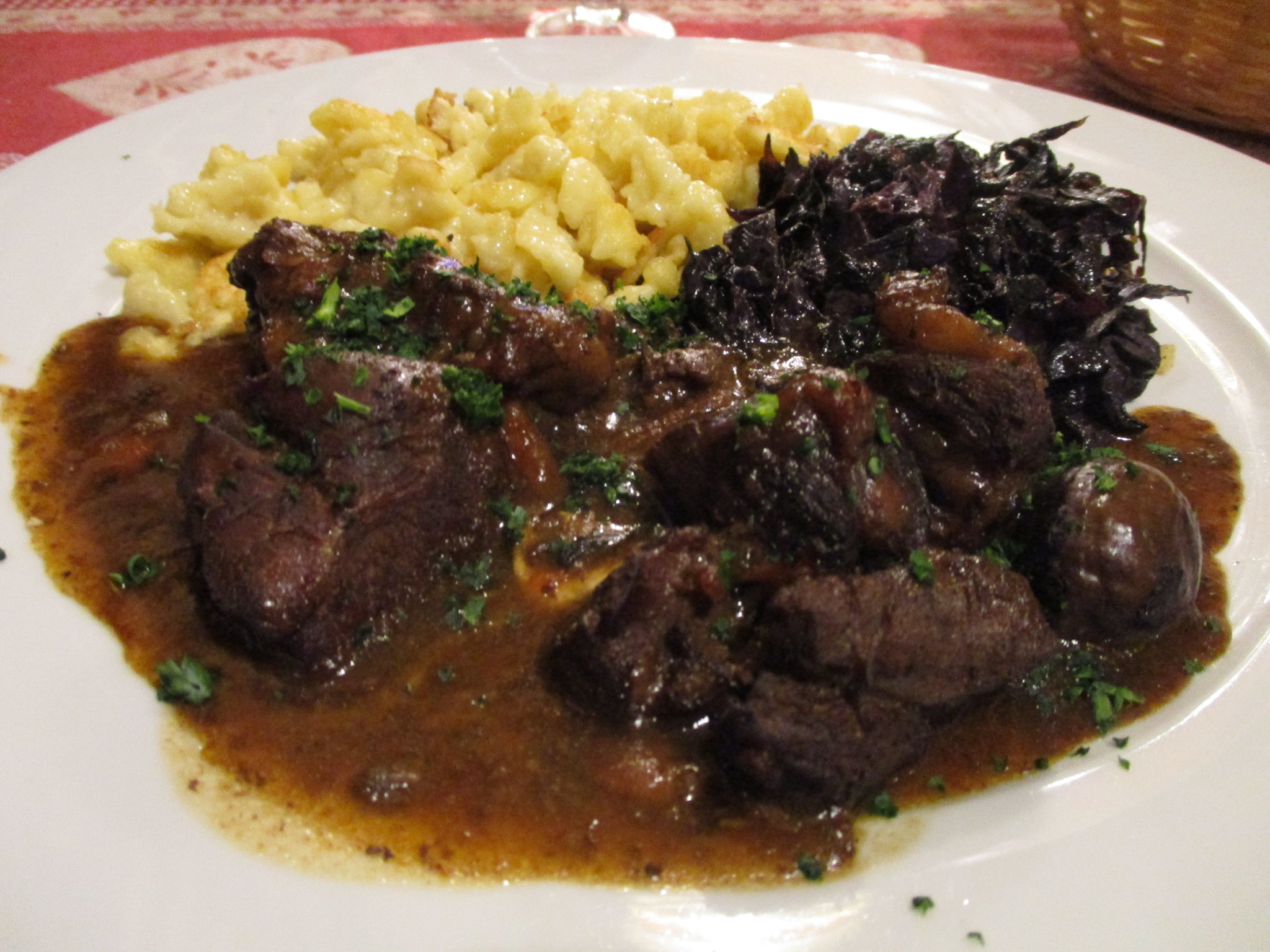
Civet de sanglier et spätzles
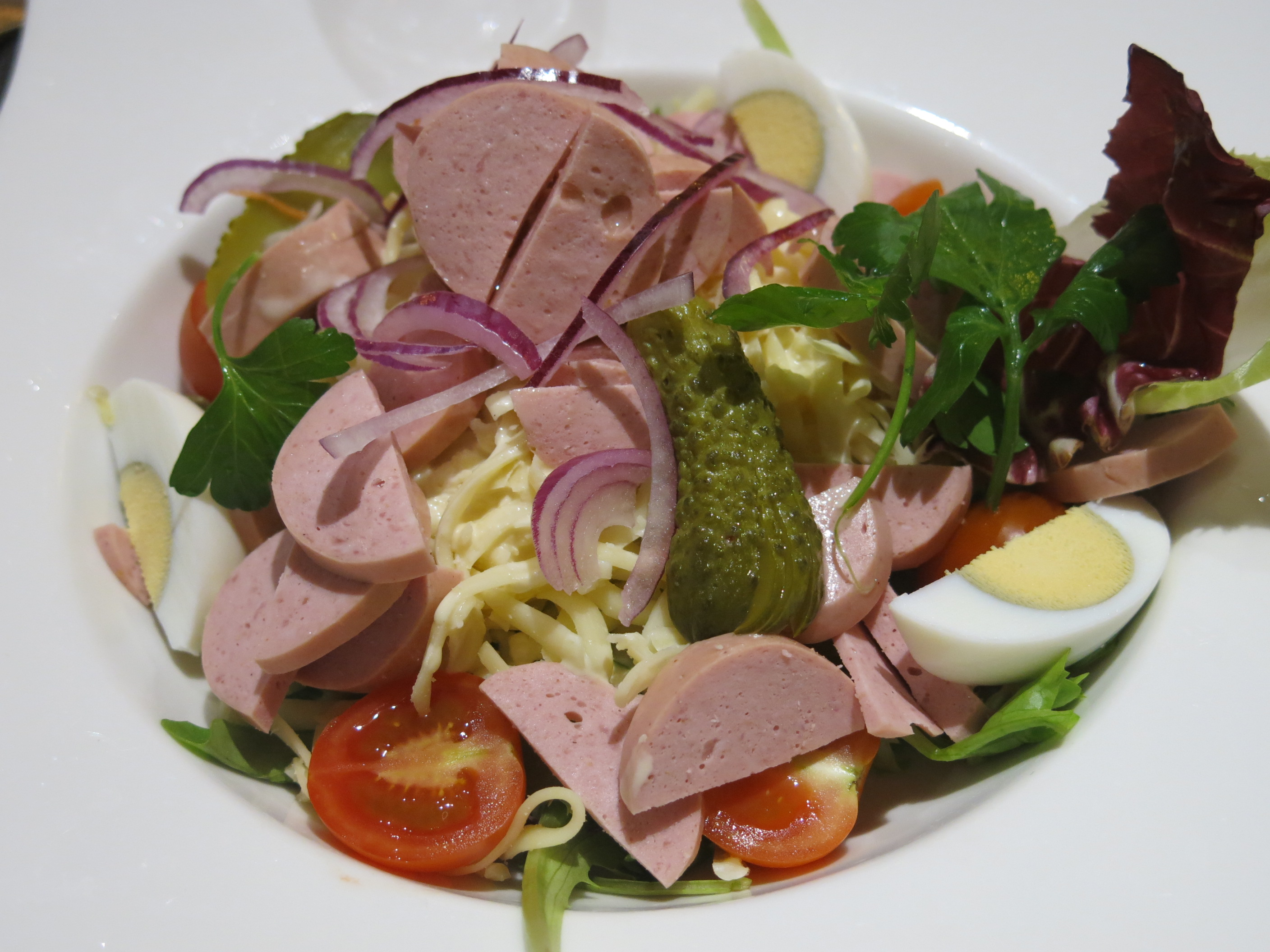
Salade alsacienne

## Soupes
- Bouillon de bœuf et quenelles de moelle (Fleischsupp & Marikknepfle)
- Crème d'asperges d'Alsace
- Potage de pommes de terre (Grumbeersupp)
- Potage à farine grillée (Mahlsupp)
- Potage à l'oseille (Grienisupp)
- Potage de quenelles de foie strasbourgeoise
- Riewelesupp (soupe de petites pâtes et oeufs)
- Soupe à l'oignon à l'alsacienne (Zewelesupp)
- Soupe à la bière (Biersupp)
- Soupe de pois cassés (Erbsesupp)

## Charcuterie
- Blutwurst : boudin noir aux pommes
- Bratwurst : saucisse blanche d'Alsace à frire
- Cervelas (saucisse)
- Échine de porc salée, fumée
- Estomac de porc farci (Gfiltersöjmaawe)
- Gendarme, (Làndjäjer) : saucisse fumée puis séchée
- Hure (Schwàrtemaawe)
- Jambon cru fumé
- Kassler: filet de porc salé, fumé
- Knacks: saucisses de Strasbourg: paire de saucisses porc/veau
- Lard salé fumé (Speck, spack)
- Leberwurst, lewerwurscht : saucisse de foie
- Männerstolz (litt. « fierté de l'homme ») : très longue saucisse fumée
- Mettwurst : saucisse de viande à tartiner
- Museau de boeuf/porc (Mül un Füess Sàlàd)
- Pâtés de campagne alsacien
- Pâté de porc (Söjkäs)
- Presskopf : fromage de tête pressée persillée, en gelée au vin d'Alsace
- Saucisse à l'ail (Knowliwurscht)
- Saucisse à la bière (Bierwurscht)
- Saucisse de Lyon (Lyonerwurscht)
- Saucisse au fromage (Kasewurscht)
- Saucisse fumée (Rauchwurscht)
- Saucisse au jambon (Schinkenwurst)
- Saucisse de langue (Zungewurscht)
- Saucisse à tartiner (Schmehrwurst schmirwurscht )
- Saucisse noire (Schwarzwurst)
- Saucisse de viande (Fleichwurcht)
- Saucisse viennoise d'Alsace (Wienerla)
- Schiffele: palette de porc fumée
- Wadele: Jambonneau/Jarret de porc salé

## Plats à base de viandes

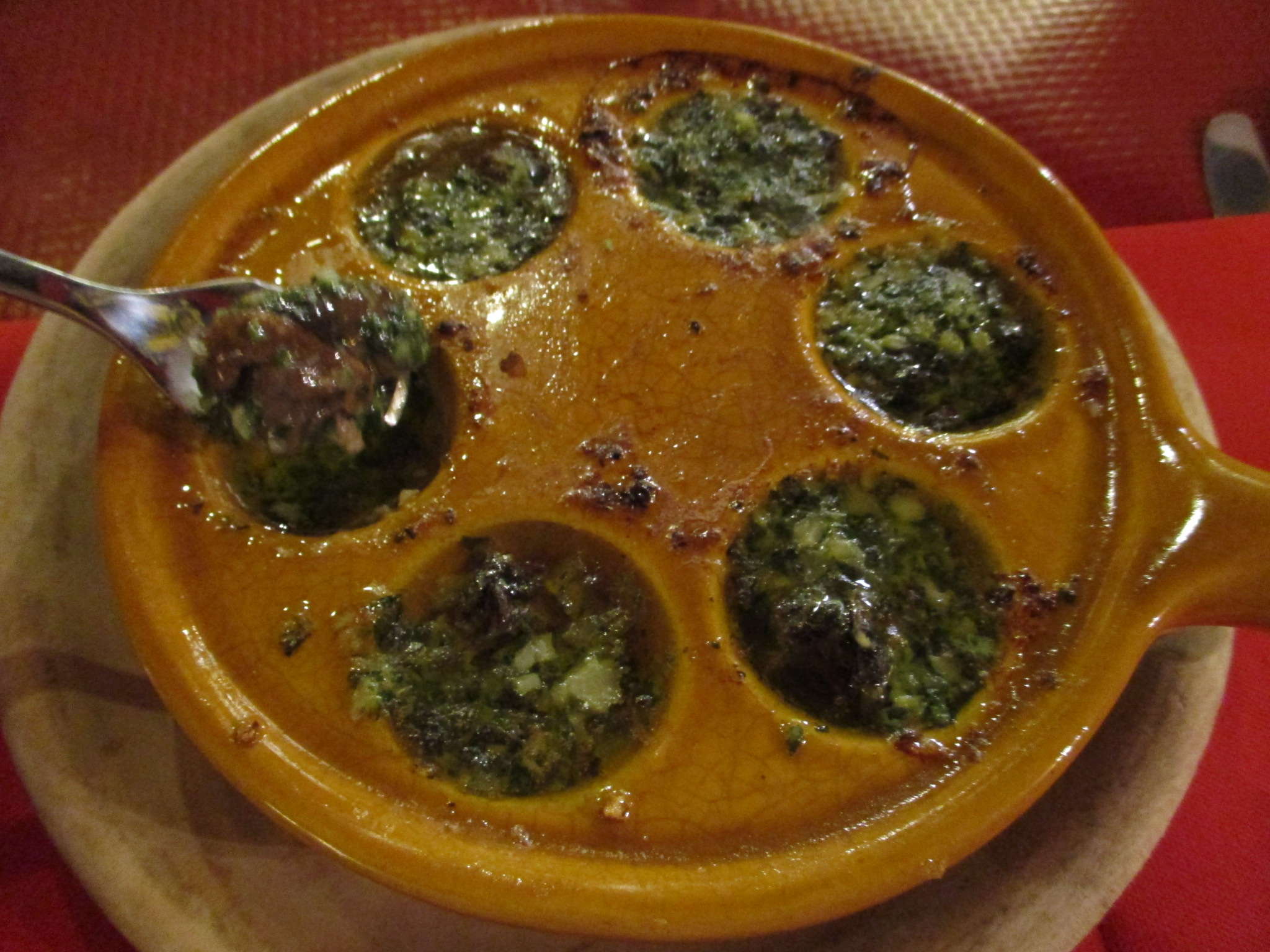
Escargots à l'alsacienne

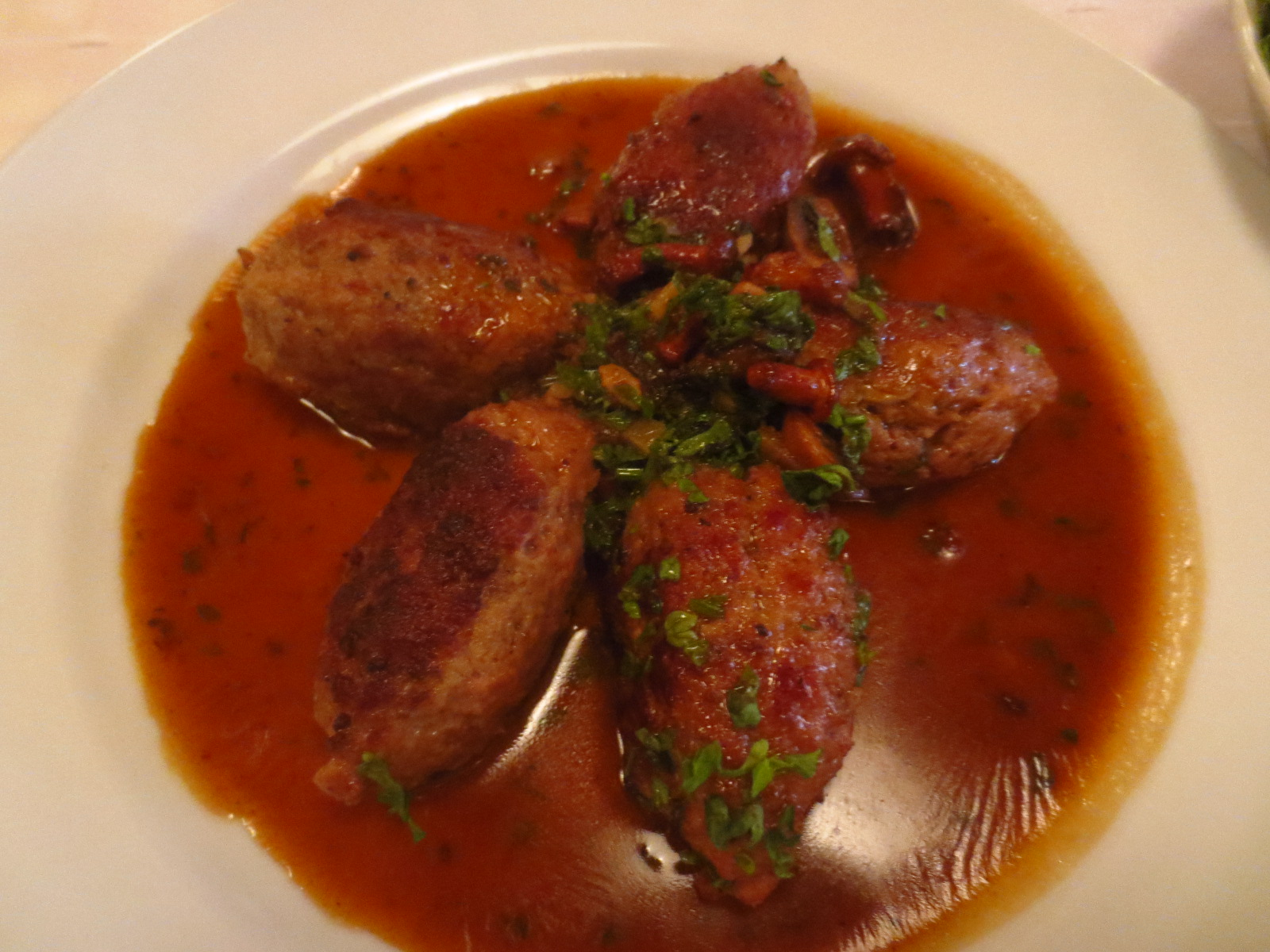
Quenelles de foie.

Nota : l'alsacien étant un dialecte, l'orthographe n'est pas standardisée. De plus, l'appellation d'un même plat peut varier d'un bout à l'autre de la région.
- Baeckeoffe : potée alsacienne
- Bouchée à la Reine (Suppepaschtete)
- Boudin noir aux choux rouges
- Choucroute d'Alsace, sürkrüt
- Civet de sanglier et spätzles
- Coq au riesling (ou à la bière)
- Fleischschnacka
- Fleischkiechle : galettes de viande
- Fondue vigneronne au vin d'Alsace
- G'fellter soeimawe : estomac de porc farci
- Hasenpfeffer : civet de lièvre
- Kuttelsupp : soupe de boudin
- Lewerknepfle : quenelles de foie
- Marikknepfle : quenelles de moelle de bœuf dans son bouillon
- Oie d'Alsace rôtie de la Saint-Martin
- Palette à la diable
- Pâté en croûte de foie-gras de Strasbourg
- Paupiettes de bœuf à l'alsacienne
- Presskopf : fromage de tête
- Rognons blancs, munischalla : testicules de taureau
- Rossbif de cheval à l'alsacienne, sauce pinot noir
- Salade "strabourgeoise" mixte (au cervelas et gruyère)
- Suerlewerle : émincé de foie au vin rouge
- Schiffala : palette de porc fumée
- Schniderspattle (ravioles farcies de viande)
- Surlawerla : foie émincé et sauté
- Tourte à la viande ( Vigneronne, de Vallée de Munster)
- Waedele : jambonneau bouilli ou braisé

## Plats à base de poissons
- Baeckeoffe de poisson
- Carpe frite du Sundgau
- Carpe à la bière
- Choucroute aux poissons

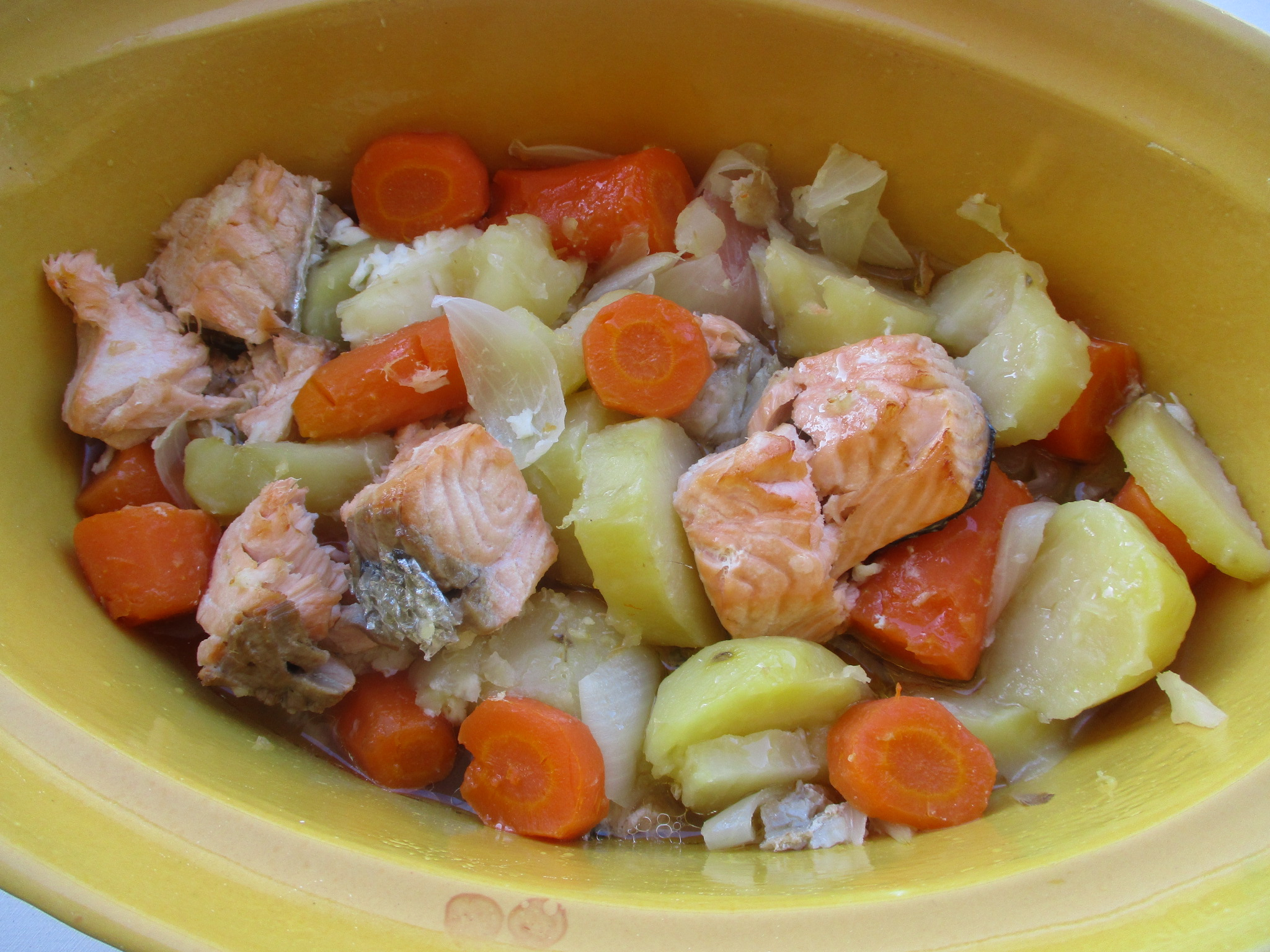
Baeckeoffe de poisson au riesling.

- Filet de sandre sur choucroute avec sauce au riesling
- Fischkeichle: galettes de poisson
- Fricassée d'anguilles
- Hachtknell : quenelles de brochet
- Harengs à la crème
- Matelote de l'Ill au riesling (anguilles, brochet, sandre, tanche, truite, perche)
- Merlan frit mariné
- Poissons fumés (truite, maquereaux, haddocks, anguille, harengs)
- Rollmops : filets de harengs marinés
- Truite aux amandes

## Autres plats:
- Asperges d'Alsace cuites au bouillon, avec sauces
- Bibeleskæs servi avec oignons, lardons, patates rôties
- Dampfnudles avec compote ou en accompagnement de salade/soupe
- Escargot à l'alsacienne (Schnacke)

- Eierkuche : crêpes épaisse aux œufs

- Galettes de pomme de terre (Grumberkiechle, Totsche)

- Griespfluette, Griesbap : galettes de semoule de blé
- Gschweldegebradeldi: pommes de terres sautés, oignons, lard
- Mousseline de grenouilles de Paul Haeberlin
- Roïgebradeldi: pommes de terres cuites dans du beurre, lard, oignon, vin blanc

- Repas Marcaire: servi dans les fermes auberges des Vosges

- Salade de pomme de terre (Grumbeeresalad)

- Salade de pissenlits, lardons et œufs
- Süri Ardaepfel: Pommes de terre à l'aigrelette
- Süri Rüewe: navets salés fermentés
- Süri Bohne: haricots en saumure

- Tarte à l'oignon (Zewelekueche)

- Quiche au fromage blanc salé

- Tarte flambée (Flammekueche)

- Tourte à la viande (vigneronne, Marcaire, de la Vallée de Munster)
- Tourte d'Alsace aux cuisses de grenouilles

- Quiche au Munster

## Sauces
- Sauce au raifort d'Alsace
- Sauce à la moutarde d'Alsace
- Sauce au Munster
- Sauce au vin blanc d'Alsace
- Sauce au Pinot Noir d'Alsace

## Pâtes/ Knepfles
- Pâtes d'Alsace au blé dur (IGP): (Spaetzles, Nouilles d'Alsace, Knepfles, Nudle, Nids) produites par les "Pâtes Grand'Mère", "Pâtes du Valfleuri"

- Spaetzles fraiches

- Knepfles (Mahlknepfles, Kaseknepfles, Spinatknepfles, Grumbeerknepfles/Buewespatzles, ravioles farcies...)
- Schupfnudle

## Fromages
- Bargkass
- Bibeleskæs
- Fromage de chèvre alsacien
- Munster (fromage) (AOP)

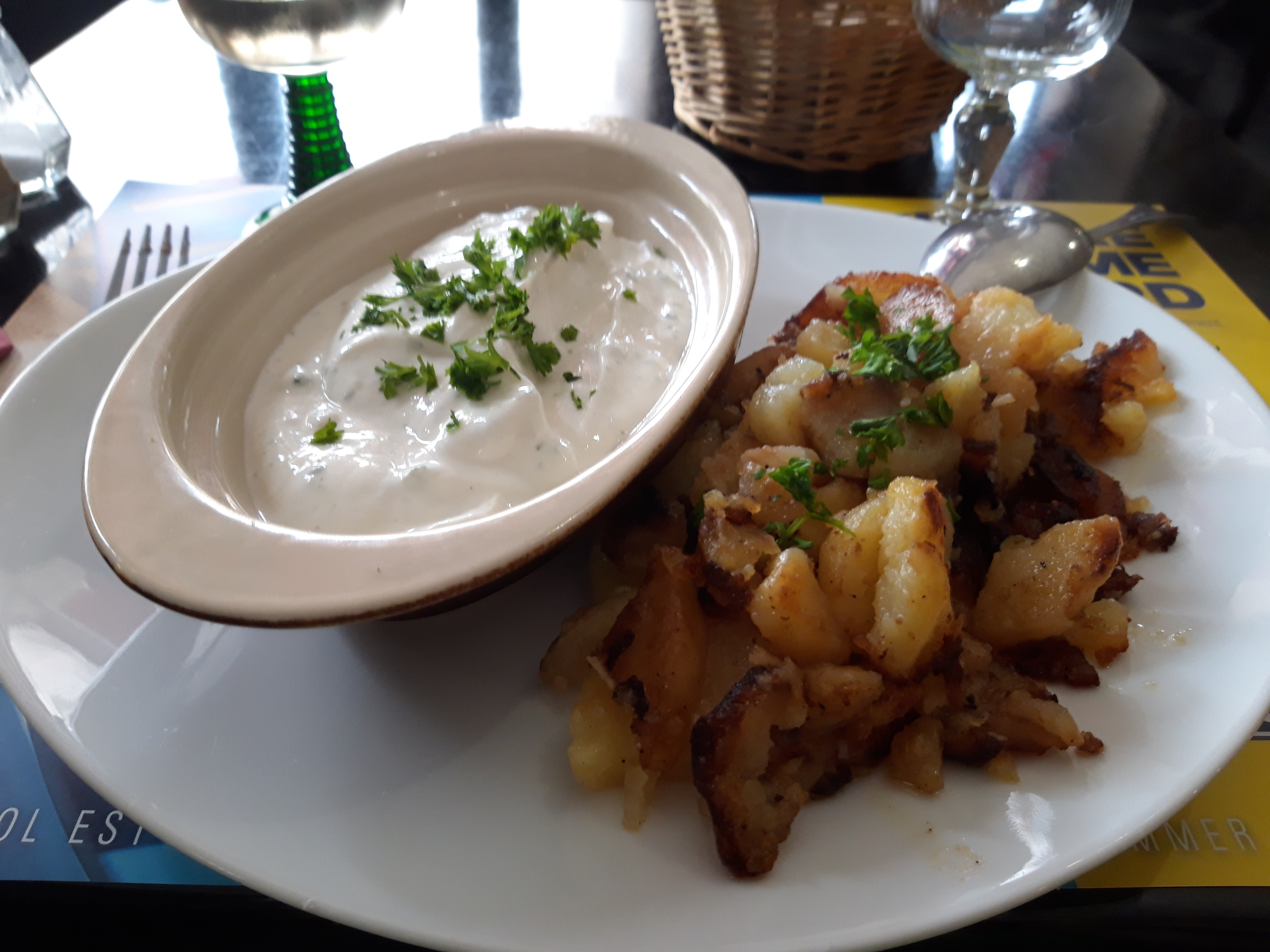
Bibeleskæs et pommes de terre.

- Munster gratiné : fondu au Munster
- Tomme d'Alsace, "Cœur de Massif" des Vosges

## Laitages
- Crème fraîche fluide d'Alsace (IGP)

- Bibeleskæs

- Sürmelich (babeurre)

## Condiments
- raifort râpé, rémoulade (Alelor)

- moutarde douce d'Alsace (Alelor)

- Vinaigres Melfor

## Boissons

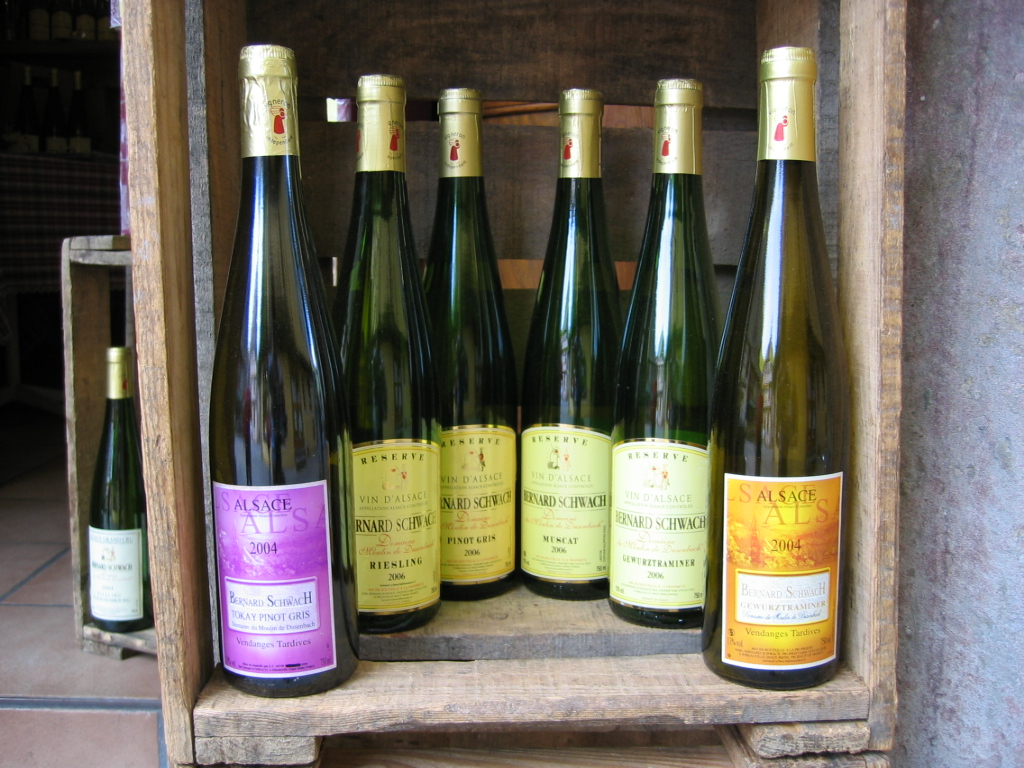
Quelques vins d'Alsace du vignoble alsacien

- Vins d'Alsace du vignoble alsacien : pinot, riesling, gewurztraminer, muscat, sylvaner, chasselas, klevener de Heiligenstein, crémant, vendanges tardives, alsace grand cru...
- Bières d'Alsace, industrielles ( Meteor, Licorne, Kronenbourg, Schutzenberger, Fischer) et artisanales, micro-brasseries
- Apéritif "Amer Bière" alsacien (Sommer, Wolfberger)
- Vin chaud (gluehwi, warmer win)
- Vin de noix alsacien (Nussewasser, Nusseschaps, nussewin)
- Liqueurs de fruits (framboise), Liqueur d'aspérule (Waldmeister)
- Marc d'Alsace  (IGP)
- Schnaps : Eaux-de-vie de Kirsch d'Alsace, Quetsche d'Alsace, Mirabelle d'Alsace, Framboise d'Alsace (classés IGP) ( également cerise, poire, mûre, fraise, coing, cassis, reine-claude, pêche, abricot, prunelle, sureau etc.)
- Whisky alsacien ( en voie d'IGP), Vodka et Gin produits en Alsace
- Sirops et jus de fruits d'Alsace ( Cidou, JFA, Rothgerber, Sauter)
- Eaux minérales naturelles : Carola, Celtic, Lisbeth, Wattwiller
- Cafés: torréfacteurs locaux: Cafés Henri, Hop'là Café, Reck, Cafés Sati, Cafés Warca

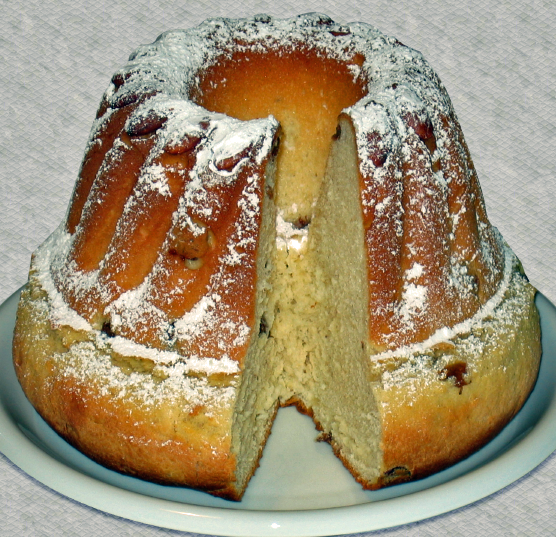
Kouglof.

## Pâtisseries et desserts

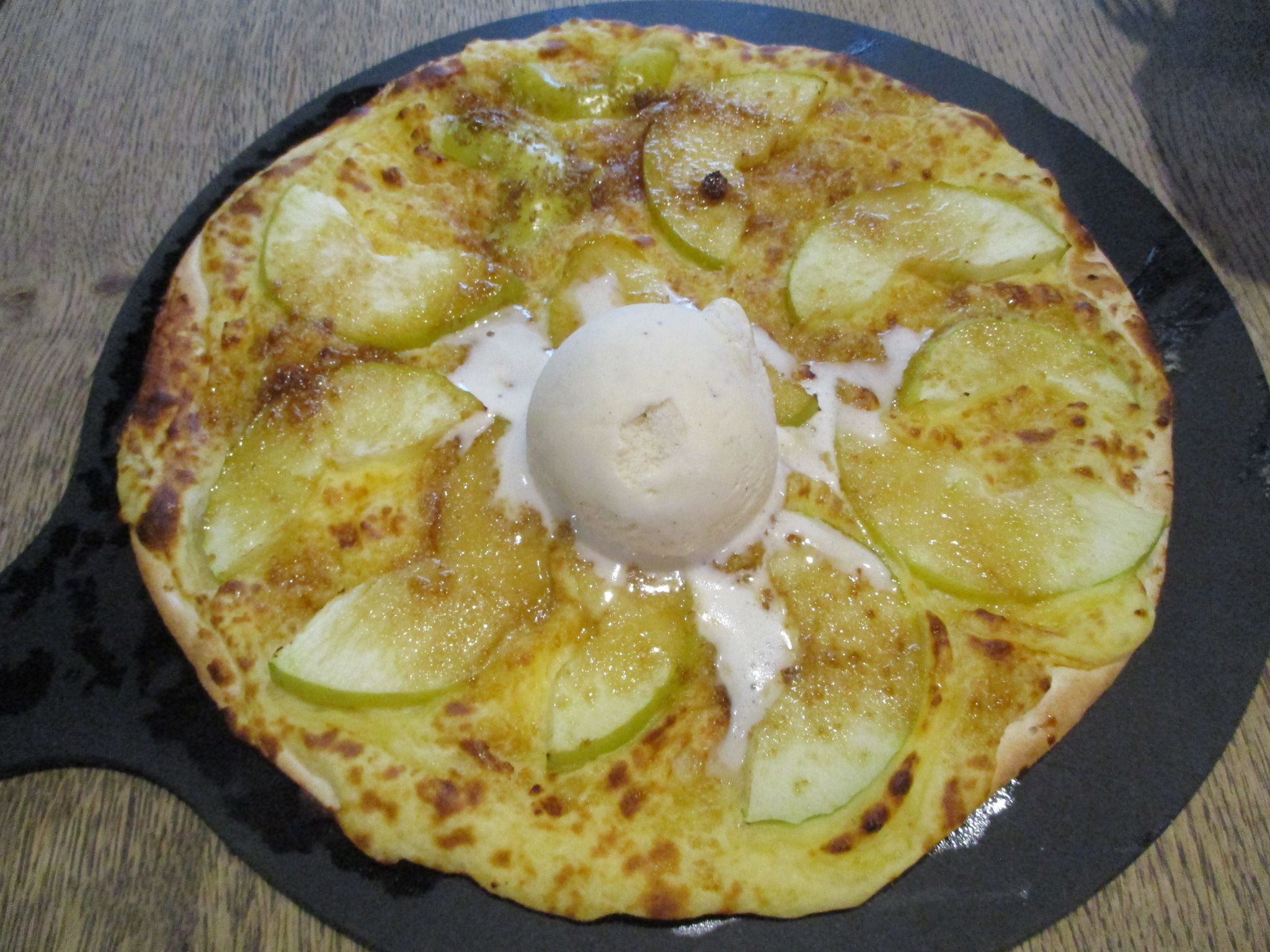
Tarte flambée aux pommes et glace à la vanille.

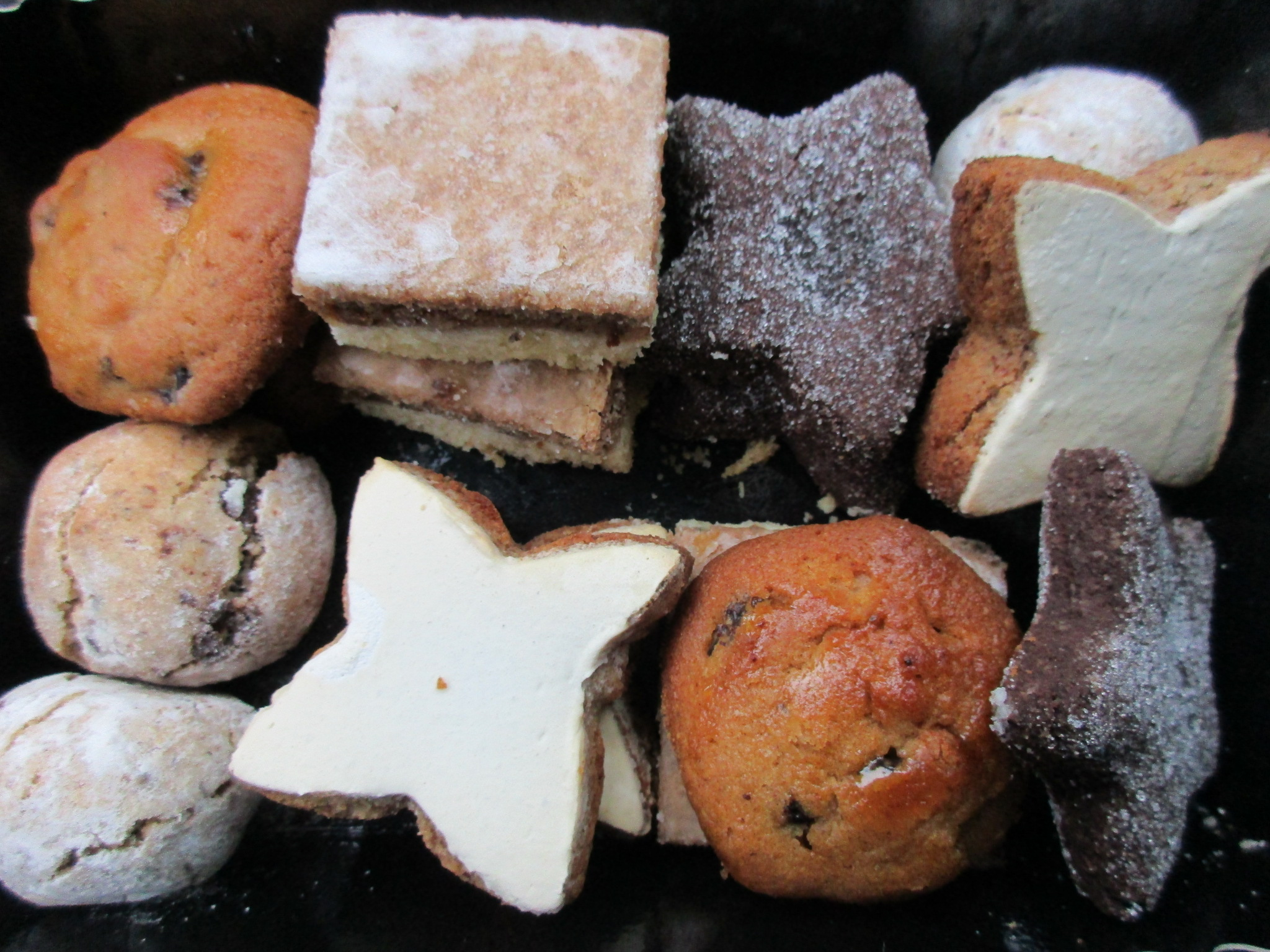
Biscuit de Noël

- Apfelstrudel : gâteau strudel à la pomme
- Bienenstich : nid d'abeilles
- Beerawecka : pain de fruits secs
- Bettelmann : mendiant aux cerises noires
- Forêt Noire (Schwarzwaelder)
- Galeruewekueche : gâteau aux carottes alsacien
- Gâteau au vin blanc
- Gâteau au vin rouge
- Gsundheitskueche ("gâteau de santé")
- Huetzelknopf : gâteau du pays de Hanau
- Kirwekueche : tarte aux quetsches séchées
- Kougelhopf glacé au Kirsch/Marc d'Alsace
- Linzer Torte : tarte à la confiture
- Osterfladen : flan aux œufs
- Osterlammele, oschterlaemmele, ou lammala : agneau pascal
- Rahmkueche : tarte avec flan de crème fraiche liquide
- Siesskaes/siesskaas : fromage de Munster frais sucré, arrosé de kirsch
- Streusel: appareil de beurre, sucre, farine, cannelle
- Tarte au fromage blanc (Kasekueche)
- Tarte à la rhubarbe meringuée (Rhabarwerkeuche)
- Tarte aux pommes alsacienne avec flan (Apfelkueche)
- Tarte aux mirabelles
- Tarte aux quetsches (zwatschgawaya, Qwatschelkueche)
- Tarte flambée sucrée aux pommes, cannelle
- Torche aux marrons (version alsacienne du Mont Blanc)
- Wincrem : crème au vin blanc d'Alsace

## Brioches/Pain et Viennoiseries
- Beignets de Carnaval (Fasnachtkiechle), Schenckele, Scharwe, beignets aux pommes, beignets aux fleurs de sureau
- Bierbrot: pain à la bière

- Bretzels salés, brioche, apéritifs (Ancel, Boehli, Moulin aux Moines)

- chinois (gâteau) (Schnackekueche)

- Christstollen : gâteau aux fruits confits de Noël

- Crémantaise: brioche au crémant d'Alsace recouvert de streusel

- Croix Cannelle : viennoiserie feuilletée à la cannelle
- Dampfnudel: pains briochés cuit dans une cocotte

- Kougelhopf sucré, Kougelhopf salé (lardons et noix)

- Lammele

- Langhopf: brioche aux fruits secs, raisins secs et épices

- Mannele

- Mauricettes

- Melichwecke (Teeweckele): petits pains au lait

- Nejjohrbratschtall: brioche du Nouvel an en forme de grande bretzel

- Ogey: brioche de Noël du pays Welche aux fruits secs

- Osterbrot: brioche de Pâques

- Nejjohr Stollen: petites brioches aux raisins du Nouvel An

- Ropfkueche de Rosheim : brioche recouverte d'une masse noix, amandes, noisettes

- Streusel ou Streuselkueche: brioche recouverte d'une masse beurre, farine, sucre,cannelle

- Sübrot: (Sülaiwela) petit pain fendu et cintré au milieu

- Zimmetkueche: brioche recouverte d'une masse de crème fraiche, sucre et cannelle

- Zopf: tresse à l'alsacienne, Natte, Zopfring (couronne tressée)

## Biscuits/Sucreries/Confitures/Confiseries
- Biscuit de Noël

- Bredele

- Springerle

- Confiture de Noël aux épices

- Confiture d'églantines (Bottemues)

- Confituriers: Christine Ferber, Beyer confitures

- Dragées Faller
- Palmabretzala: biscuits en forme de bretzels servis à la fête des Rameaux

- Miel d'Alsace: Miel de fleurs d'Alsace, châtaigner, tilleul, forêt, sapin, d'acacia (protection IGP)